# Blohm & Voss BV 142
El Blohm & Voss BV 142 era una aeronave civil alemana diseñada y desarrollada para el servicio de correo aéreo transatlántico, originalmente para la línea aérea Deutsche Luft Hansa. El primer prototipo voló el 11 de octubre de 1938. Tuvieron uso militar pero terminaron por ser desechados.

## Historia, diseño y desarrollo
El Ha 142, más tarde BV 142, era un avión correo cuatrimotor propulsado por motores BMW 132H. Era un desarrollo del hidrocanoa Blohm & Voss Ha 139, pero configurado como avión terrestre para el transporte de 500 kg de correo en la ruta sudamericana de DLH (Stuttgart-Natal). El desarrollo fue iniciado por Hamburger Flugzeugbau, filial de Blohm & Voss en 1937 en nombre del RLM para Deutsche Luft Hansa.
El Reichsluftfahrtministerium (RLM) en 1938 cambió el código de designación oficial de tipo de aeronave a BV; por lo que algunos diseños que ya estaban en desarrollo como tipos Ha fueron reasignados como BV.
Era un monoplano de ala tipo gaviota invertida con cuatro motores, con estabilizador horizontal y doble deriva, El ala estaba estabilizada por el característico larguero tubular Voss, que consistía en un tubo de gran diámetro; este tubo transversal cuya sección central contenía 6.350 l de combustible estaba dividido internamente en cinco tanques. El centro del ala estaba cubierta de metal, mientras que las partes exteriores lo estaban de tela. Para reducir la velocidad de aterrizaje, las máquinas recibieron 6 flaps de expansión accionados hidráulicamente en la zona central del ala. 
El tren de aterrizaje principal era hidráulicamente retráctil con ruedas gemelas y una rueda trasera doble. La estructura de fuselaje era totalmente metálica y tenía una sección transversal aproximadamente circular.
Los cuatro prototipos planificados fueron probados por Deutsche  Luft Hansa durante el verano de 1939, pero el tipo no impresionó y, a diferencia del Ha 139, el Bv 142 no entró en servicio como avión postal. Sin embargo, el estallido de la Segunda Guerra Mundial puso fin a un mayor desarrollo del proyecto civil y fueron devueltos al fabricante.

## Operaciones
Poco después del comienzo de la Segunda Guerra Mundial, se propuso convertir a los dos primeros prototipos en aviones de patrulla marítima de largo alcance. El BV 142 V2 , de este modo se sometió a una modificación de prueba. Fue equipado con una sección ampliada del morro con un amplio acristalamiento (como el Heinkel He 111 H-6), armamento defensivo (7,92 mm/.312 en ametralladora MG 15 en el morro, la posición de doble viga, cúpula ventral, y una torreta dorsal motorizada), un compartimento para artillería en el fuselaje, equipo de navegación y radio militar. El BV 142 V2 se designó como BV 142 V2/U1 mientras el V1 se convirtió de manera similar. Ambos fueron utilizados operacionalmente desde finales de 1940 y fueron asignados al 2./Aufklärungsgruppe Oberbefehlshaber de la Luftwaffe. Esta unidad fue asignada al personal de operaciones de la Luftflotte III en Francia. Sin embargo, su actuación fue decepcionante, y después de solo unas pocas misiones, fueron retirados del servicio en 1942. Los otros dos aviones (V3 y V4) fueron utilizados como aviones de transporte durante la campaña de ocupación en 1942 de Dinamarca y Noruega con el KGr zbV 105 (equipo especial de combate) y podía transportar 30 soldados totalmente equipados a más de 4.000 km. El destino final de V3 y V4 es desconocido. Se planeó después usar los V1 y V2 para llevar el torpedo guiado Henschel GT-1200, pero el plan fue desechado.

## Prototipos
| Prototipo | W.-Nr. | Matrícula     | Siguientes marcas | Año  | Servicio Luftwaffe | Baja     | Causa |
| --------- | ------ | ------------- | ----------------- | ---- | ------------------ | -------- | ----- |
| V1        | 218    | D-AHFB        | PC+BB             | 1938 | junio / julio 1940 |          |       |
| V2        | 219    | D-ABUV Kastor | PC+BC             | 1939 | junio / julio 1940 |          |       |
| V3        | 437    | Sin           | PC+BD             | 1940 | septiembre de 1940 | 11.09.40 |       |
| V4        | 438    | Sin           | PC+BE             | 1940 | noviembre de 1940  |          |       |

## Usuarios
Alemania
- Deutsche Luft Hansa (DLH)
- Luftwaffe

## Especificaciones técnicas (BV 142 V2/U1)
Referencia datos: Green, William. Aircraft of the Third Reich (1st ed.). Aerospace Publishing Limited. 2010 pp. 145–147. ISBN 978 1 900732 06 2

### Características generales
- Tripulación: 6
- Longitud: 20,45 m
- Envergadura: 29,53 m
- Altura: 4,44 m
- Superficie alar: 130 m²
- Peso vacío: 11.080 kg
- Peso máximo al despegue: 16.560 kg
- Planta motriz:  Radial nueve cilindros enfriado por aire BMW 132H-1.
  - Potencia: 647 kW (892 HP; 880 CV) cada uno.

### Rendimiento
- Velocidad nunca excedida (Vne): 373 km/h (232 mph; 201 kn) a nivel del mar
- Velocidad crucero (Vc): 325 km/h (202 mph; 175 kn) a 2.000 m
- Alcance: 3.900 km (2.423 mi)
- Techo de vuelo: 9.000 m
- Régimen de ascenso: 6,67 m/s

### Armamento
- Ametralladoras: 5× MG 15 7,92 mm
- Bombas: 4 × 100 kg o 8 × 50 kg